# Час диявола
«Час диявола» (філ. Ang Panahon ng Halimaw) — чорно-білий філіппінський музичний фільм 2018 року, поставлений режисером Лавом Діасом. Фільм брав участь в конкурсній програмі 68-го Берлінського міжнародного кінофестивалю, де 20 лютого 2018 відбулася його світова прем'єра.

## Сюжет
Кінець 1970-х. Військова міліція наводить жах на жителів віддалених сіл у філіппінських джунглях. Військові створюють атмосферу, в якій сусіди стають ворогами, і прагнуть викорінити традиційну віру селян у легенди та духи. Молодий лікар Лорена відкриває клініку для бідних, проте незабаром безслідно зникає. Її чоловік — поет, активіст та вчитель Г'юго Ганівей — хоче з'ясувати правду про місце перебування його дружини. Коли він прибуває в село, де пропала Лорена, то стикається зі спільнотою, в якій панує насильство, деспотизм і жорстокість.

## У ролях
| • Піоло Паскуаль   | … | Г'юго Ганівей       |
| • Шаїна Макдауа    | … | Лорена              |
| • Анхель Акіно     | … | Анжеліта            |
| • Пінкі Амадор     | … | Алінг Сінта / Кваґо |
| • Бітуїн Ескаланте | … | Квентіста           |
| • Гейзел Оренсіо   | … | Тенієнте            |
| • Джоель Сарачо    | … | Аґас                |
| • Барт Гуїнгона    | … | Паґам               |

## Знімальна група
- Автор сценарію — Лав Діас
- Режисер-постановник — Лав Діас
- Продюсери — Б'янка Бальбуена, Бредлі Льюв
- Виконавчі продюсери — Б'янка Бальбуена, Лав Діас, Куарк Енарес, Бредлі Льюв
- Оператор — Лауро Рене Манда
- Композитор — Лав Діас
- Монтаж — Лав Діас
- Художник-постановник — Попо Діас
- Художник з костюмів — Майке Дела Крус
- Звук — Адріан Єв Ерман

## Нагороди та номінації
| Список нагород та номінацій           | Список нагород та номінацій | Список нагород та номінацій | Список нагород та номінацій | Список нагород та номінацій | Список нагород та номінацій |
| Кінофестиваль/Кінопремія              | Рік                         | Категорія                   | Номінант(и)                 | Результат                   | Дж                          |
| ------------------------------------- | --------------------------- | --------------------------- | --------------------------- | --------------------------- | --------------------------- |
| Берлінський міжнародний кінофестиваль | 2018                        | Золотий ведмідь             | Час диявола                 | Номінація                   | [ 1 ]                       |